# Geschichte der Hansestadt Wismar

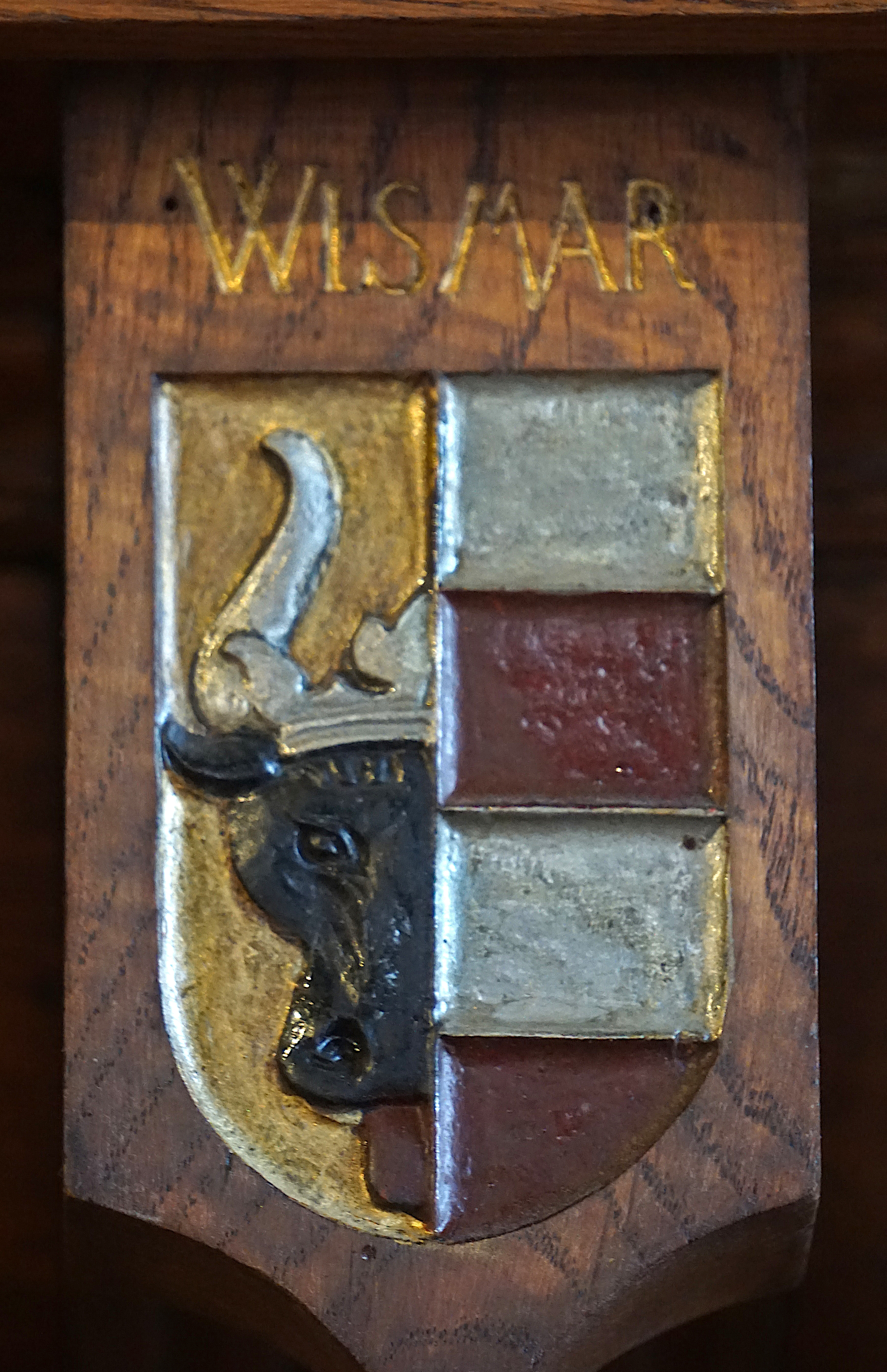
Wappen von Wismar im Plenarsaal des altstädtischen Rathauses in Danzig

Der Artikel Geschichte der Hansestadt Wismar behandelt die Entwicklung der deutschen Stadt Wismar. Gegründet als slawische Siedlung im 10. Jahrhundert, wurde die Stadt 1229 erstmals erwähnt und erhielt kurz darauf das 1266 bestätigte Lübische Stadtrecht.
Wismar gehörte zum Fürstentum, später Herzogtum Mecklenburg, war von 1648 bis 1803 (faktisch) bzw. 1903 (formal) im Besitz der Könige von Schweden im Heiligen Römischen Reich, danach bis 1918 im Herzogtum bzw. Großherzogtum Mecklenburg-Schwerin, dann bis 1934 Freistaat und bis 1945 bzw. 1952 im Land Mecklenburg. 1952 gehörte Wismar zum Bezirk Rostock der DDR und seit 1990 zum Land Mecklenburg-Vorpommern.
Wismar war seit dem 13. Jahrhundert eine bedeutende Hansestadt im Ostseeraum.

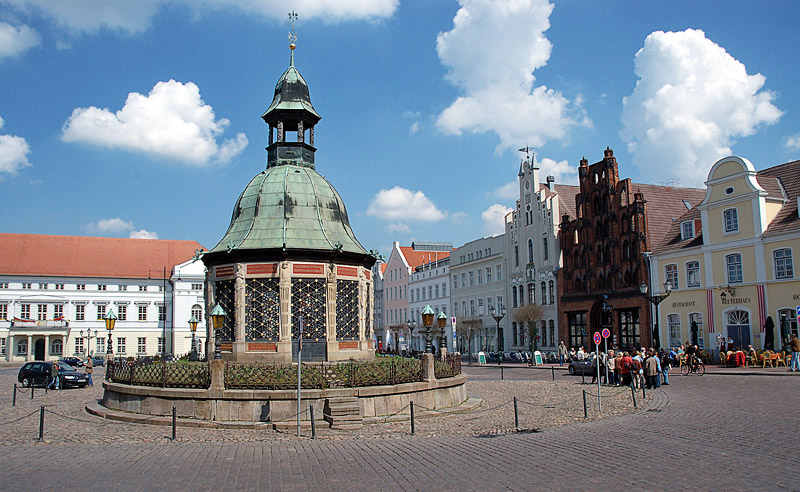
Die Wasserkunst von 1602 am Marktplatz. im Hintergrund das Rathaus von 1819, rechts ein Bürgerhaus (Alter Schwede) von 1380 und das Reuterhaus

## Namensgeschichte
Die Urkundenlage zum Namen der Hansestadt Wismar ist auch nach neuesten Forschungen nicht eindeutig. Genannt wird unter anderem die Ableitung von Wismaria oder Ort des Vysěmêr oder Visemêr, dem angeblichen Lokator des Ortes. Der Ortsname änderte sich von 1229 Wyssemaria, 1230 Wissemaria bis 1237, 1246 hin zu Wismaria. Demgegenüber wird der Name Wismar schon 1147 durch die 20 Jahre später entstandene Knýtlinga saga erwähnt, als der dänische König Sven Grade in Wizmar Havn – der Wismarer Bucht – landete. Dies ist nicht glaubwürdig, da es sich höchstens um einen Ankerplatz handelte. Auch der dänische König Waldemar landete 1164 in Wismar Havn. Die auf beide Ereignisse zurückzuführende nachweisbare Fälschung der Urkunde vom 4. Januar 1211, wonach Kaiser Otto IV „den lieben Bürger zu Schwerin eine beliebige Anzahl von kleineren Schiffen und zwei größeren Schiffen im Hafen von Wismar zu halten gestattet“.
Der Name der Stadt Wismar ist nicht eindeutig, auch wenn man die Urkunde von 1167, also rund 60 Jahre vor Stadtgründung heranzieht. Hierbei handelt es sich um eine Urkunde von Heinrich dem Löwen zur Bestätigung der Festlegung der Grenzen des Bistums Ratzeburg. wo zum ersten Mal der Name Wismar als aqua que Wissemara dicitur, ad aquem Wissemaram als östliche Grenze des Bistums erwähnt wird. Es ist ein kleiner Flusslauf östlich Wismars. Letztendlich datiert die urkundliche Erwähnung der Stadt Wismar von 1229 als Fürst Johann „seinen lieben Bürgern (man spricht nur von Bürgern, wenn eine Stadt (Civita) vorhanden) ein Stück Land zwischen der Köppernitz und … überläßt“. Erwähnt wird dies in der Kirchbergschen Chronik von der „un dy stad zur Wysmar“.
Der Name für die planmäßige Besiedlung des dreikuppigen Hügels an der südlichen Wismar-Bucht, der heutigen Hansestadt Wismar, leitet sich nach Ansicht des ausgewiesenen Hanse- und Wismarforscher Friedrich Techen, dem mecklenburgischen Altmeister der Geschichte Friedrich Schlie und Friedrich Schildt vom Namen des östlich der Stadt gelegenen Baches der aqua Wisemaraa ab. Das dort vermutete Dorf Alt Wismar kann eventuell nur als Ansiedlung angesehen werden, die später in die neue Stadt und dann das alte Wismar genannt wurde, überging. Die aqua wissemaraa gab es nachweislich und auch den Ort Alt Wismar (siehe Urkunde von 1167). Zwei Bezeichnungen deuten auf diesen Ort hin: Das 1868 abgerissene Altwismartor im Osten der Stadt und die heutige Altwismarstraße in Richtung Osten. Schwerlich kann man da Viysemar, den Lokator, als einzigen Nachweis für den Stadtnamen Wismar angeben, wobei der Name Wismar 1147 und 1167, Jahrzehnte früher auftaucht und der erwähnte Lokator sicherlich noch nicht anwesend war.
Seit 1990 trägt die Stadt wieder den Namenszusatz Hansestadt.

## Vor der Stadtgründung
Die Region um die heutige Hansestadt Wismar ist schon auf Grund der günstigen Lage jahrtausendealtes Besiedlungsgebiet, was durch Ausgrabungen und Funde der letzten Jahre belegt ist. Nach dem Abzug der Germanen in der Völkerwanderung war bis zum Ende des 12. Jahrhunderts die Region um die Wismarer Bucht ausschließlich von den slawischen (wendischen) Obodriten bewohnt, die nahe Wismar beim heutigen Dorf Mecklenburg und in der Burg Ilow östlich von Wismar ihren Hauptsitz oder Wohnsitz hatten.

## Stadtgründung

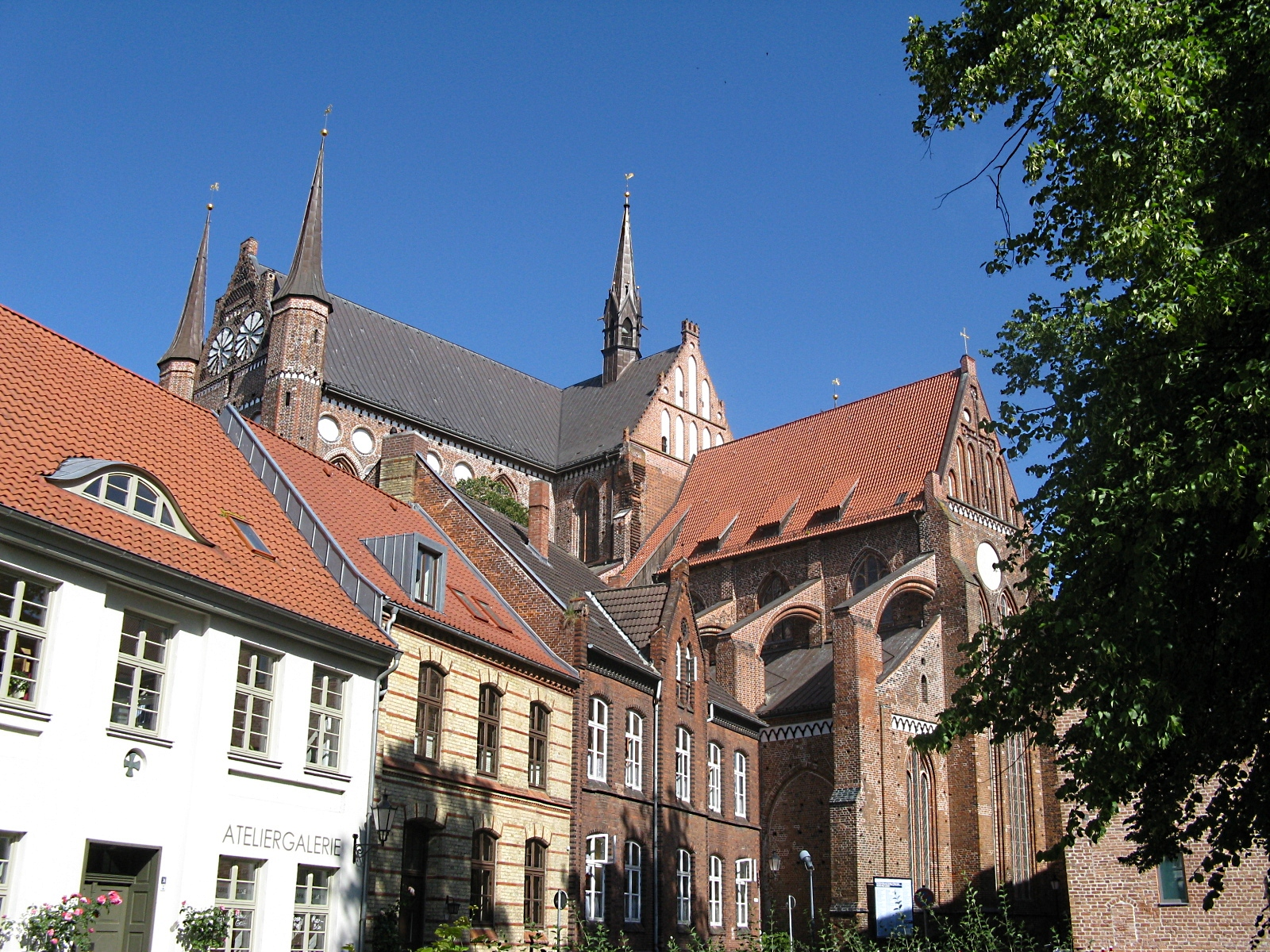
Wiederaufgebaute St.-Georgen-Kirche, historischer Ausgangspunkt der Wismarer Neustadt

Die Stadtgründung der heutigen Stadt Wismar geht vermutlich auf den Fürsten Heinrich Borwin I., Herr zu Mecklenburg, zurück. Das Stadtgründungsjahr wird auf 1226 geschätzt. Die hier angesiedelten Menschen stammten – ihren Familiennamen nach – wohl aus Holstein, Westfalen, Niedersachsen und der Mark. 1229 wurde die Stadt Wismar erstmals urkundlich erwähnt. Kurz darauf wird in Wismar das Lübische Stadtrecht eingeführt, bestätigt 1266 durch den Mecklenburgischen Fürsten Heinrich I. Die ursprünglich einzeln gelegenen Siedlungen um St. Marien und St. Nikolai wuchsen bis 1238 zusammen. Durch den unverminderten Zuzug von Siedlern kam ab 1250 die Neustadt, um St. Georgen hinzu. Das Benediktinerkloster Wismar soll zwischen 1180 und 1239 gegründet und nach 1251 durch die Franziskaner übernommen worden sein; 1292/93 kamen die Dominikaner in die Stadt. 1276 war die erste Siedlungsphase beendet. Wismar errichtete eine alle Viertel umschließende Stadtmauer, deren Lage heute die Begrenzung der Altstadt darstellt.

## Zeit der Hanse

Wismar zur Zeit der Hanse

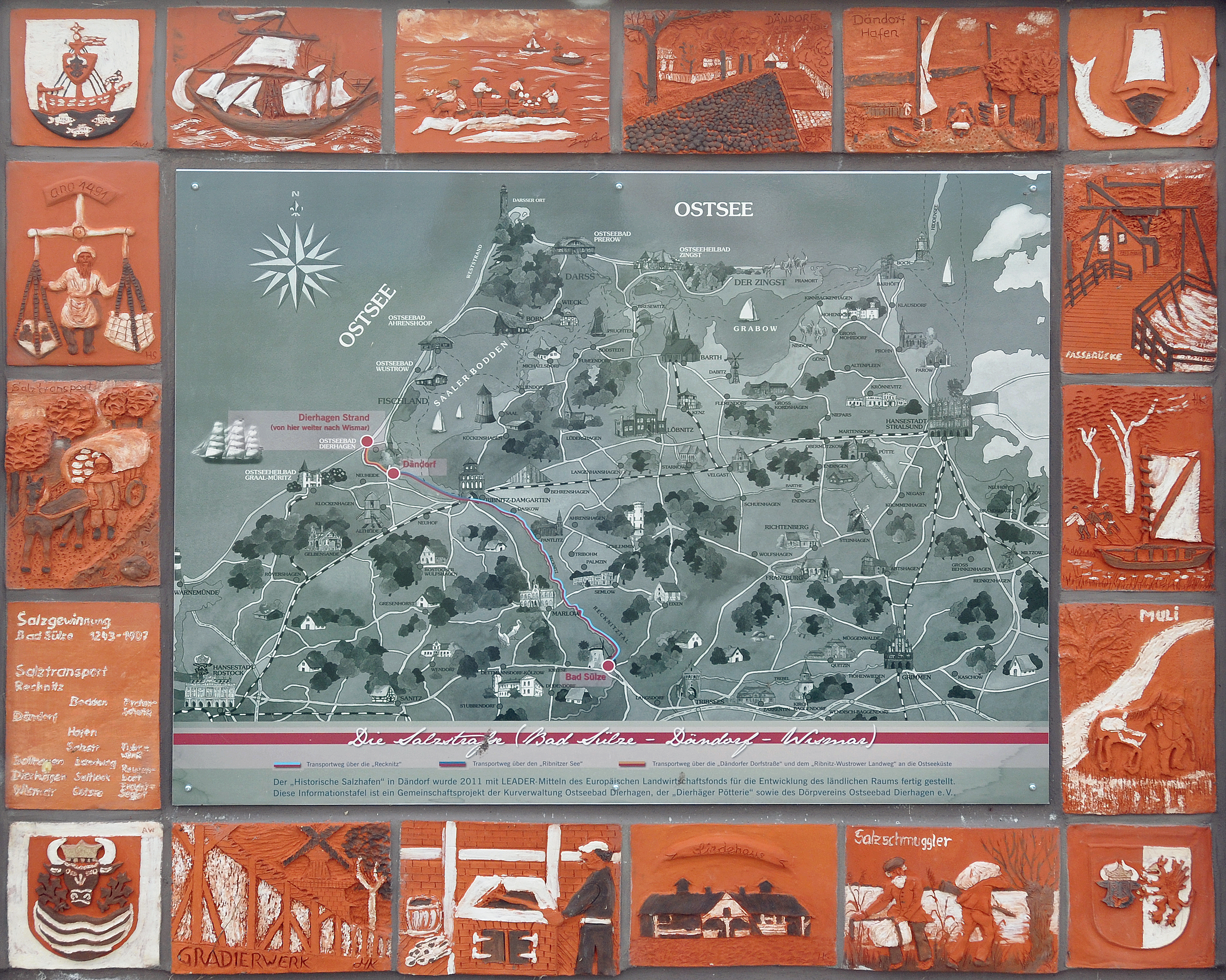
Salzstraße von Bad Sülze über Dändorf nach Wismar von 1243 bis 1907

Kurz nach der Stadtgründung wurde Wismar Mitglied der Hanse. Am 6. September 1259 trafen sich in Wismar die Gesandten aus Lübeck und Rostock, um einen Schutzvertrag gegen die zunehmende Seeräuberei zu schließen. Das war der Grundstein für das sich rasch entwickelnde wendische Quartier der Hanse. Laut Bernhard Latomus war Hildbrandt von Pfuel anno 1260 Bürgermeister der Stadt. 1280 bildete Wismar, das an der Hansischen Ostseestraße lag, zusammen mit Stralsund, Rostock, Lübeck und Hamburg den Wendischen Städtebund und die Stadt wurde im Mittelalter ein wichtiges Mitglied der Hanse. Von 1238 bis 1250 wurde die Wismarer Neustadt gebaut, und Wismar erreichte seine bis ins 18. Jahrhundert gültige Ausdehnung.
Fürst Johann I. von Mecklenburg verlegte 1257 seine Residenz von der Burg Mecklenburg auf den Weberkamp vor der Stadt. Am 6. September 1259 schlossen sich die Städte Rostock, Lübeck und Wismar zusammen, um gemeinsam gegen die Seeräuber zu kämpfen; mit dem 1283 folgenden Rostocker Landfrieden stabilisierte sich die Zusammenarbeit der Städte des Wendischen Viertels der Hanse weiter. Die Stadt blieb als bedeutendste Stadt im Fürstentum bis 1358 Residenzstadt der mecklenburgischen Fürsten. 1267 kam es zu einem ersten großen Stadtbrand. Die reiche Hansestadt wurde danach mit vielen Backsteinhäusern wieder aufgebaut. Das gestiegene Selbstbewusstsein der Stadt spiegelte sich im Aufstand 1310 gegen den Landesherren Henrich II. von Mecklenburg wider. Auslöser war die Weigerung Wismars, die Hochzeit dessen Tochter Mechthild mit dem Herzog Otto zu Braunschweig-Lüneburg in der Stadt durchzuführen. Aber schon 1311 musste sich Wismar dem Herzog unterwerfen.
1350 starben um 2000 Einwohner am Schwarzen Tod. In den kriegerischen Auseinandersetzungen der Hanse mit Dänemark stand Wismar mit den Städten des Wendischen Viertels. Kurz nach dem Frieden von Stralsund besuchte Kaiser Karl IV. 1375 von Lübeck kommend die Stadt, wo ihm ein ehrenvoller Empfang bereitet wurde. Der Verlust der schwedischen Krone durch die Mecklenburger brachte die mecklenburgischen Hansestädte Wismar und Rostock erstmals in Konflikt mit den übrigen Hansestädten, die eher gegen die Mecklenburger Herzöge und den Kaiser mit Königin Margarethe von Dänemark hielten. Der Konflikt wurde als Kaperkrieg geführt, die von den Mecklenburgern für Private ausgestellten Kaperbriefe waren die Geburtsstunde der Vitalienbrüder.

Im Wendischen Münzverein wurde von 1379 bis in das 16. Jahrhundert eine einheitliche Münzregelungen vertraglich gesichert, hauptsächlich zwischen Lübeck, Hamburg, Wismar, Lüneburg sowie zeitweilig Rostock, Stralsund und Hannover. Der Witten zu vier Pfennigen, der Dreiling (auch Driling) und der Schilling waren u. a. als Münzen in Wismar gültig. (Siehe auch Mecklenburgische Münzgeschichte)

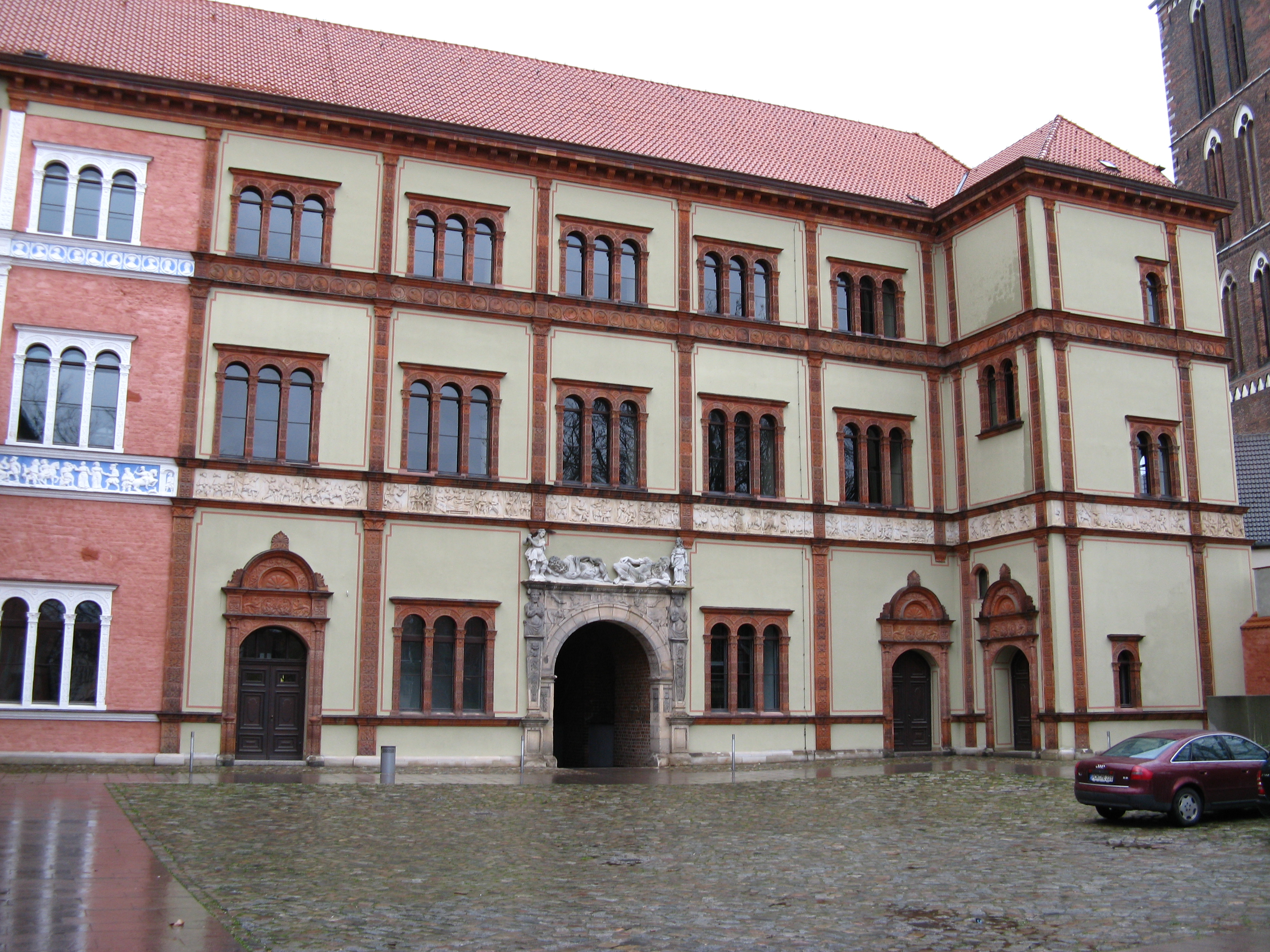
Fürstenhof im mecklenburgischen Johann-Albrecht-Stil, 16. Jahrhundert

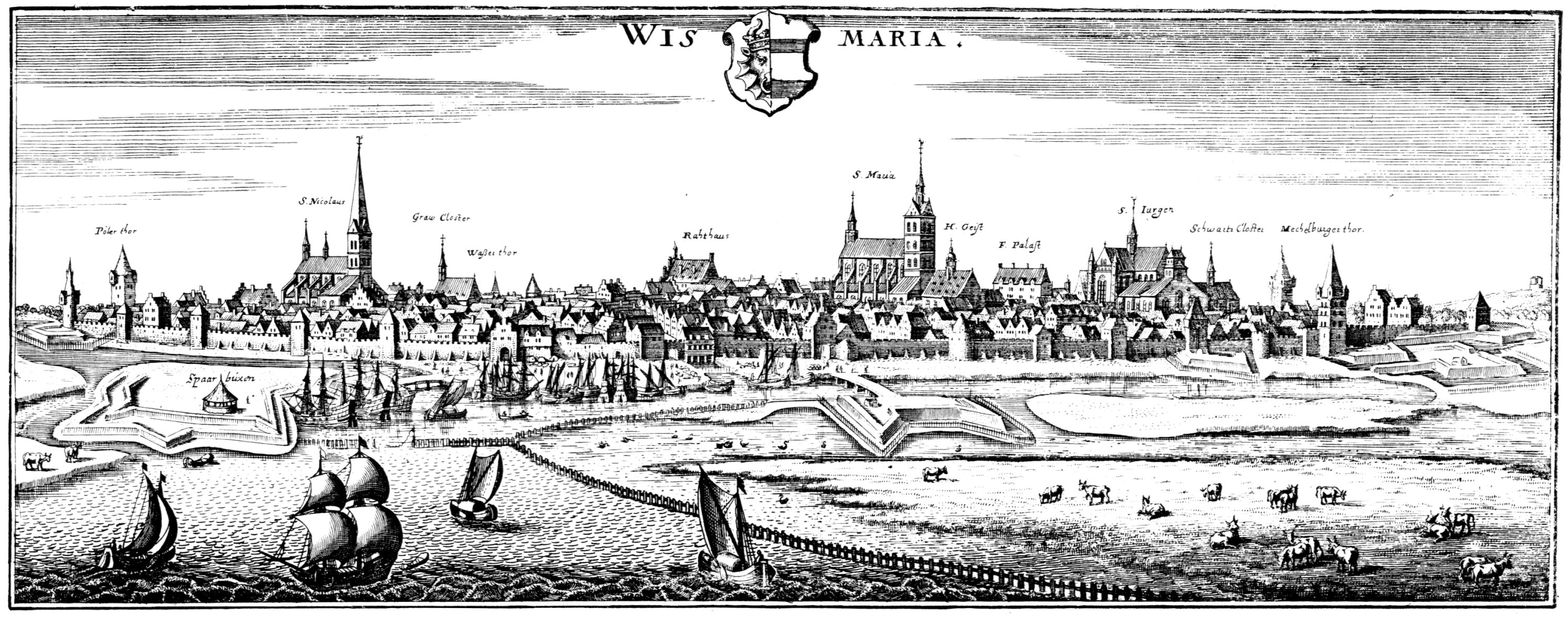
Wismar anno 1640

Anfang des 15. Jahrhunderts kam es zu innerstädtischen Unruhen. Die Handwerksämter begehrten unter ihrem Anführer Claus Jesup auf und setzten vor 1410 einen Neuen Rat ein; Jesup war auch zeitweise Bürgermeister. Die Unruhen eskalierten 1427 nach der Niederlage der hansischen Flotte erneut und in Wismar wurden der Flottenführer Hinrich van Haren und der Bürgermeister Johann Bantzkow auf dem Richtblock des Marktplatzes hingerichtet. Bantzkows Familie floh; sein ältester Sohn und die Patrizier legten Beschwerde gegen die Hinrichtungen beim Kaiser Sigismund ein. Wismar geriet aufgrund der Vorkommnisse in Reichsacht. 1430 wurde auf Veranlassung des Kaisers der Neue Rat aufgelöst und der alte Alte Rat mit Waffengewalt wieder eingesetzt. Als Sühneleistung musste die Stadt die um 1850 abgerissene Bantzkowsche Sühnekapelle errichten. Im 15. Jh. fällt das 1349 erstmals erwähnte Gebekendorpe wüst.
Der Ort wird im Jahr 1349 als Jebendorpe erstmals erwähnt und wird im Jahr 1381 letztmals als Gebbekendorpe genannt. Es ist anzunehmen, dass diese Siedlung im 15. Jahrhundert zur Wüstung wurde, wobei die Gründe für die Aufgabe des Ortes unbekannt sind.[1]
Da die effektive Erhebung von Steuern für Landeszwecke, deren Aufkommen vor allem von Handelsumsätzen städtischer Kaufleute und von Löhnen freier Städter herrührte, der Kooperation der städtischen Finanzbehörden bedurfte, stand die Einführung oder Veränderung jeder einzelnen Steuer unter dem Vorbehalt der Zustimmung der Landstände, wozu Wismar gehörte, auf deren Landtagen. Ihre Entstehung geht auf den Beginn des 14. Jahrhunderts zurück, als die Ritterschaft, die Gesamtheit der Vasallen in Mecklenburg, die sich seit dem 13. Jahrhundert unregelmäßig versammelte, Vertreter der Städte hinzuzog, die die Landschaft bildeten. Seit der Einigung Mecklenburgs unter Heinrich IV. 1471 versammelten sich die Stände der drei Teilherrschaften Mecklenburg (Mecklenburgischer Kreis), Wenden (Wendischer Kreis) und Stargard (Stargardscher Kreis) zunehmend zu gemeinsamen Landtagen, bevor sie 1523 eine Union bildeten, um der unmittelbar bevorstehenden erneuten dynastischen Zergliederung des Landes durch Albrecht VII. entgegenzuwirken.
Ab 1524 erreichte die Reformation Wismar, als im Frühjahr 1524 der Prädikant Heinrich Möllens (Henricus Mollerus) in der Georgenkirche predigte, der sich mit der Delegation Herzog Albrechts VII. in der Stadt aufhielt. In der Bevölkerung stieß er auf große Zustimmung, so dass er 1527 zum Pfarrer an St. Georg ernannt wurde. Im Grauen Kloster übernahmen der Franziskaner Heinrich Never und andere Brüder frühzeitig die neue lutherische Lehre. Während sich das Schwarze Kloster noch einige Zeit über die Reformation hinaus halten konnte, wurde das Graue Kloster 1541 zur Kinderschule und 1544 zur Lateinschule, die später den Namen Große Stadtschule erhielt. Sie unterstand bis 1587 der geistlichen Aufsicht bis danach der Stadtrat an Einfluss gewann.
Es etablierte sich eine Täufergemeinde, an deren Zusammenkünften im Winter 1553/54 auch Menno Simons teilnahm. 1555 verkündeten die wendischen Hansestädte ein Mandat gegen die Täufer, doch auch nach 1555 finden sich noch vereinzelt Täufer in der Hansestadt.
Der Kanalbau der Viechelner Fahrt, heute Wallensteingraben genannt, wurde 1594 als Wasserstraße zum Schweriner See und zur Elbe in Betrieb genommen, verfiel kurz darauf jedoch schon wieder, da er in der politisch unruhigen Zeit nicht genug gepflegt und unterhalten wurde.

Die Stadt um 1716

## Schwedenzeit
Im Dreißigjährigen Krieg wurde Wismar 1632 von Schweden erobert und fiel im Westfälischen Frieden 1648 zusammen mit der Insel Poel und dem Amt Neukloster als kaiserliches Lehen an die schwedische Krone. Ab 1653 war die Stadt Sitz des Obertribunals, des höchsten Gerichtshofs für die schwedischen Gebiete südlich der Ostsee, zu denen bis 1712 das Herzogtum Verden und bis 1815 Schwedisch-Pommern gehörten.
Im Schonischen Krieg wurde Wismar am 13. Dezember 1675 von dänischen Truppen angegriffen und bis November 1680 von den Dänen besetzt. Am 23. November 1680 zog der schwedische Graf Otto Wilhelm von Königsmarck als Vertreter des schwedischen Königs in die Stadt ein und Wismar wurde wieder ein Teil Schwedens. Anschließend bauten die Schweden Wismar zu einer der stärksten Seefestungen Europas aus. So wurde die Hafeneinfahrt über die Festungsanlage auf der Insel Walfisch gesichert.

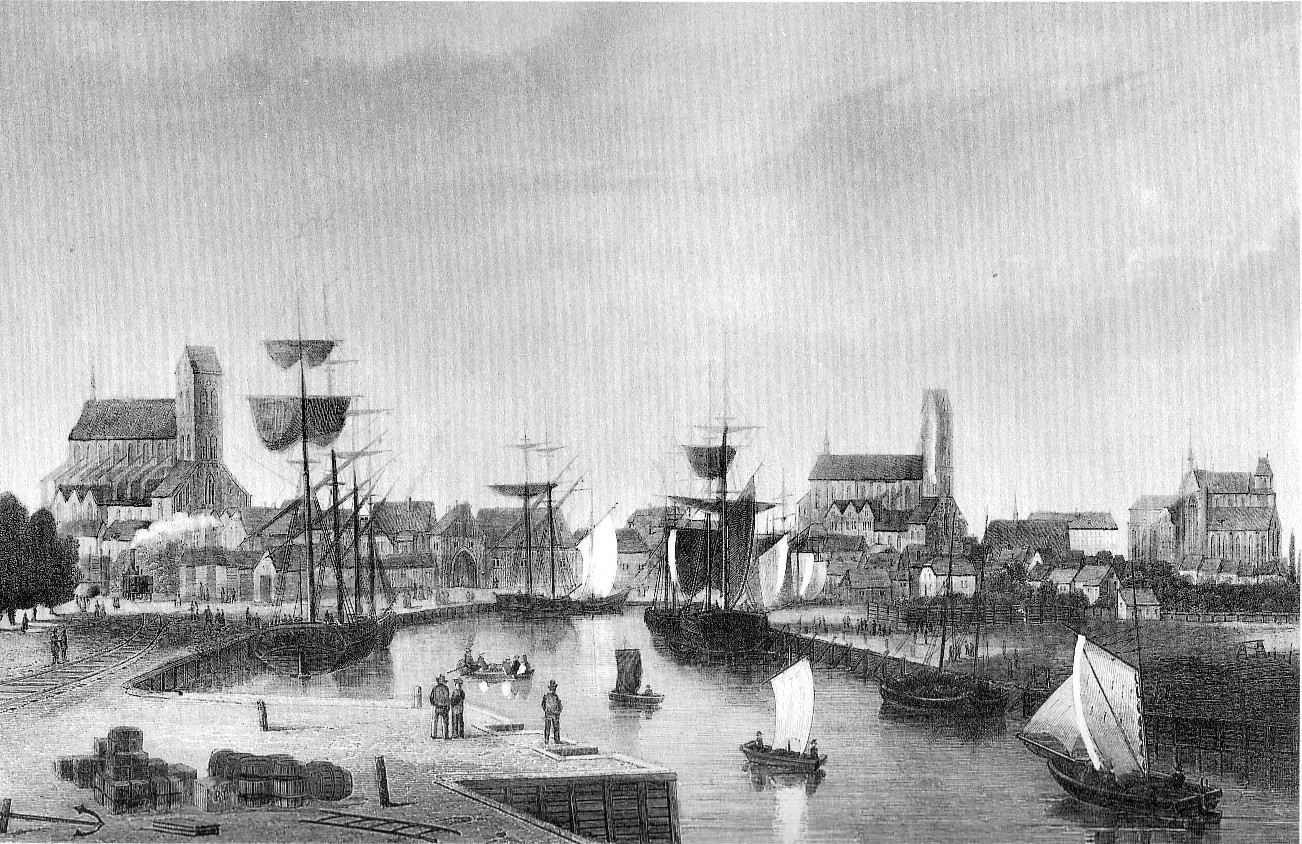
Ansicht um 1850

Im Dezember 1711 wurde vor den Toren der Stadt das Gefecht bei Lübow geschlagen, nachdem Wismar seit August 1711 von einem dänischen Korps blockiert wurde. Die Stadtbefestigungen wurden nach der schwedischen Niederlage im Nordischen Krieg wieder geschleift, nachdem das belagerte Wismar am 19. April 1716 im Pommernfeldzug 1715/1716 von preußisch-dänischen Truppen eingenommen worden war.
Die schwedische Herrschaft über Wismar endete de facto 1803, als das Königreich die Stadt mit dem Malmöer Pfandvertrag für 99 Jahre an das Herzogtum Mecklenburg-Schwerin verpfändete. Endgültig fielen sie und die umliegenden Gebiete aber erst 1903 an Deutschland, als Schweden vertraglich auf die Einlösung des Pfandes verzichtete. Wismar feiert jedes Jahr im Spätsommer das Schwedenfest.

## Von 1803 bis 1933

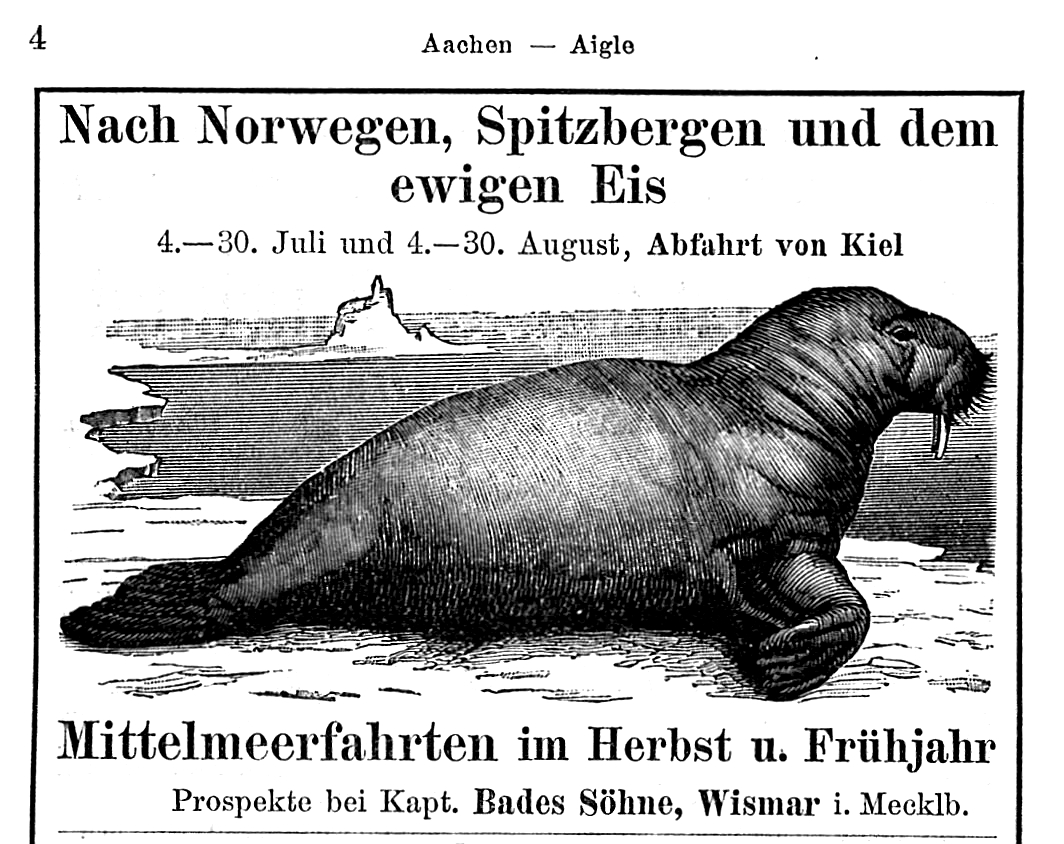
Werbung der Fa. Bades Söhne (Wismar) für Polar- und Mittelmeerfahrten mit der Thalia 1907

Am 26. Juni 1803 wurde im schwedischen Malmö der Pfandvertrag zur Wiederverkehr Wismars nach 155 Jahren an Mecklenburg für zunächst 100 Jahre unterschrieben. Der mecklenburgische Herzog Friedrich Franz zog am 19. August 1803 in Wismar ein. Formal fiel Wismar somit erst durch den zwischen dem Königreich Schweden und dem Großherzogtum Mecklenburg-Schwerin am 20. Juni 1903 geschlossenen Vertrag wieder an Mecklenburg zurück.
Ab 1806 wurde Mecklenburg und Wismar von den napoleonischen Truppen besetzt, die erst 1813 wieder abzogen. Wismar war durch die Schwedenzeit und die französische Besetzung wirtschaftlich stark geschwächt. Viele Bauten verfielen und Schifffahrt, Brauerei und Handel erlebten einen Niedergang. Das Wismarer Rathaus von 1350 stürzte 1807 ein und wurde bis 1819 neu errichtet. Als Erbe aus der Schwedenzeit blieb der Aus- und Einfuhrzoll erhalten, der zusätzlich wirtschaftliches Handeln erschwerte. 1868, als Mecklenburg dem Norddeutschen Bund beitrat, verschwand dieses Relikt.
Stadtsekretär Johann Walter rief am 28. September 1815 in einer Extra Beilage der Wismarer Zeitung zu einer Geld- und Sachspende zum Aufbau eines Parks vor dem Altwismartor auf. Durch die hohe Spendenbereitschaft konnte man am 12. Oktober 1815 mit der Arbeit für die Anlage zu beginnen, die am 5. Dezember 1815 durch eine Zeitungsveröffentlichung den Namen Lindengarten erhielt.
Am 12. September 1816 fand in Wismar das erste mecklenburgische Musikfest mit der Aufführung von Joseph Haydn Die Schöpfung in St. Nikolai mit 100 Sängern statt. Daraus entwickelte sich der am 5. November 1818 gegründete zweitälteste Musikverein Deutschlands.
Für den Strandabschnitt des zu Wismar gehörenden Dorfes Wendorf, stellte der Schiffbaumeister Hammer am 3. Januar 1821 einen Antrag zum Bau eines Badeschiffes. Dies wurde am 6. Januar 1821 genehmigt und am 14. Juni 1821 konnte das Hammersche Badeschiff eingeweiht werden. Damit gehörte Wismar und das heutige Seebad Wendorf zu den ersten Badeorten Deutschlands. Bis 1850 war diese Attraktion in Betrieb.
Am 2. Januar 1825 eröffnete die am 23. Juni 1824 gegründete städtische Ersparniß-Anstalt (Vorläufer der heutigen Sparkasse) im Rathaus. Die Hansestadt beantragte 1827 wieder in die Landschaft, aus der Wismar unter schwedischem Regiment ausgeschieden war, aufgenommen zu werden, drang damit aber zunächst nicht durch. Wismar war eine der letzten Städte, die noch einen Friedhof im Innern der Stadt hatte. Am 14. September 1831 entschieden sich Rat und Bürgerschaft für den neuen Friedhof Wismar. Er entstand südlich der Altstadt (heute beiderseits der Schweriner Straße mit Zufahrt über den Wiesenweg) vor dem Mecklenburger Tor.
Der Wismarer Architekt Heinrich Thormann baute das Theater an der Mecklenburger Straße, das am 2. Oktober 1842 eröffnet wurde. Am 9. Januar 1948 brannte es vollkommen nieder und wurde nicht wieder aufgebaut.
Wichtig für die Hafenstadt Wismar waren immer die Verkehrswege, so schon im Gründungsjahrhundert, als die Bürger sich an der Alten Salzstraße niederließen. Die erste gepflasterte Straße, führte 1834 in südliche Richtung nach Schwerin und 1844 folgte die Chaussee in Richtung Brüel. Danach wurden 1846 Straßen in Richtung Kröpelin und 1847 nach Lübeck fertiggestellt. 1862 baute der Reeder Christian Thormann den ersten Thormann-Speicher. 1888 wurde das neue Großherzogliche Zollamt am Hafen errichtet. Hier war bis 1994 die Unternehmensleitung des Seehafen Wismar untergebracht.
Bis in das ausgehende 19. Jahrhundert erfüllte der heutige Alte Hafen vielfältige Aufgaben. 1893 erfolgte der Durchstich am Baumhaus zum Neuen Hafen und somit zur entscheidenden Erweiterung. Ebenso wie der ab 1909 geschaffene Holzhafen und der Westhafen. Die Umschlagsmengen mit etwa 300.000 Tonnen als Spitzenergebnis muten bescheiden an. 1927 wurde das Seegrenzschlachthaus errichtet, das den seeseitigen Vieh Im- und Export erhöhen sollte. Die zwischen 1935 und 1940 erbauten Speicher, wie der 1935 erbaute Löwe-Speicher, der 1938 errichtete 34 Meter hohe Ohlerich-Speicher und der 1940 gebaute Kruse-Speicher auf der Lastadie waren enorm wichtig für den Getreideumschlag, jedoch stagnierten die Umschlagsmengen, die neben Getreide auch Kohle beinhalteten. Über 200.000 Tonnen wurden nicht mehr erreicht und der Zweite Weltkrieg brachte den Umschlag nahezu zum Erliegen. Das Seegrenzschlachthaus erlitt Bombenschäden und wurde nach dem Krieg per Befehl vom 13. August 1951 demontiert.
Die Schwedenköpfe sind Wismars Markenzeichen. Es ist unbekannt, wer sie aufgestellt hat. 1902 wurden sie in der Hafeneinfahrt derart beschädigt, dass einer der Köpfe ins Museum kam. Am 23. Mai 1903 wurden zwei Kopien an gleicher Stelle wieder aufgestellt.
1830 kam es im Gefolge der Julirevolution auch in Wismar zu Unruhen unter der Führung des Advokaten Christian Düberg, die durch eine Mischung aus Reform (neue Verfassung der Stadt im Dezember) und militärischem Eingreifen aufgelöst wurden. 1842 erhielt der Apotheker und Kaufmann (Mitglied der Krämer-Kompanie) Friedrich Ferdinand Carl Wüstney (1796–1859) die Konzession einer Lithographischen Anstalt und produzierte die bekannten Wismarer Spielkarten.
Am 9. September 1844 erhielt der Apotheker Carl Friedrich Framm aus Doberan eine Konzession, um die dritte Apotheke Wismars als Neue Apotheke, der heutigen Hirsch-Apotheke am 1. Januar 1845 zu eröffnen.
Eine 1847 gegründete Fährgesellschaft nahm am 18. April 1847 mit dem Raddampfer Obotrit (ex Finnland v. 1842) den Betrieb auf und fuhr erstmals im Auftrag der Mecklenburgischen Dampfschifffahrtsgesellschaft AG nach Stockholm. Der Dampfer fuhr später nicht mehr auf dieser Route; er wurde für Vergnügungsfahrten eingesetzt. Ab 4. Oktober 1848 begann ein regelmäßiger Verkehr nach Kopenhagen, doch auch diese Linie scheiterte.
1848 siedelte der mecklenburgische Verleger Dethloff Carl Hinstorff von Parchim nach Wismar. Hier begann die Verbindung mit Fritz Reuter, in deren Folge Hinstorff alle Schriften Reuters herausgab. Hinstorff ist der Herausgeber des Mecklenburgischen Tageblattes und des Voß un Haas Kalenders. Hinstorff starb am 10. August 1882 in Wismar.
Das mecklenburgische Schulzwanggesetz wurde in Wismar zum 1. März 1855 verbindlich und es wurde der erste Schulneubau nach 400 Jahren errichtet.
Die städtische und Freiwillige Feuerwehr nahm am 18. Juni 1859 ihren Betrieb auf. Wismar war seit 1820 mit den mecklenburgischen Musketieren Garnisonsstadt. Die Soldaten wurden anfangs bei Bürgern untergebracht. Am 7. Juli 1851 wurde vor dem Altwismartor ein neues Militärlazarett fertiggestellt, das heute von der Polizeiinspektion Wismar als Dienststelle genutzt wird. Die ersten Quartierhäuser (Kasernen) für die Wismarer Garnison wurden 1881 und 1882 fertiggestellt. Dies bedeutete eine spürbare Erleichterung bei den Bürgern wie beim Militär. Am 22. Februar 1836 wurde in Wismar ein Eisenbahnkomitee gegründet und die Stadt stellte Land für deren Bau zur Verfügung. Trotz der frühen Bereitschaft bekam Wismar erst am 12. Juli 1848 einen Anschluss an das Bahnnetz mit einer Stichbahn vom Dorf Kleinen nach Wismar und ist somit vom Durchgangsverkehr ausgeschlossen. Am 1. Juli 1857 wurde der Bahnhof eingeweiht.
1848 wurde eine Eisenbahnlinie nach Schwerin gebaut, 1883 nach Rostock und 1887 nach Karow. Am 14. Mai 1881 eröffnete Rudolph Karstadt in Wismar sein erstes Tuchgeschäft und legte damit den Grundstock für die heutige Warenhauskette Karstadt. 1908 errichtete er in Wismar sein erstes Kaufhaus. Von 1894 bis 1908 veranstalteten der in Wismar ansässige Polarforscher Wilhelm Bade und, nach seinem Tod 1903, seine Söhne unter Charterung von Passagierschiffen Norwegen- und Polarkreuzfahrten und erwiesen sich damit als Pioniere der touristischen Erschließung des Nordmeers.
Zwischen 1869 und 1904 riss man die gesamte Stadtmauer mit Wehrtürmen und Stadttore ab, um sich stärker der Wirtschaft zu öffnen. Lediglich ein Mauerrest, ein Wehrturm und das Wassertor am Hafen blieben erhalten. Die Post bekam am 1. April 1888 ihr neues Gebäude, das heute noch von der Deutschen Post benutzt wird.
Wismar hatte 1350 seine jüdischen Mitbewohner aus der Stadt verwiesen. Sie durften über Jahrhunderte nur zu Geschäften in die Stadt. Am 4. Oktober 1867 beschlossen Rat und Bürgerschaft einstimmig, dass Juden ungehindert Zugang und Zuzug zur Stadt haben.
Heinrich Podeus: Eine positive Entwicklung der industriellen Wirtschaft ist dem am 9. November 1832 in Warnemünde geborenen Kapitän Heinrich Podeus zu verdanken. Er eröffnete am 27. April 1870 die Wismarer Kohlenhandelsgesellschaft. 1879 kaufte Podeus die 1853 gegründete Eisengießerei und Maschinenfabrik von Crull & Co. in Wismar. In dieser Gießerei arbeiteten 1895 200 Beschäftigte. Besonders die Übernahme der Eisengießerei war prägend für den weiteren Unternehmensverlauf. In der Eisengießerei wurden Zulieferungen für Werften, Schiffsneubauten, aber auch für den Häuserbau und die Kanalisation gefertigt. 1884 kam ein Säge- und Hobelwerk hinzu und mit der ebenfalls 1884 gegründeten Dampfschifffahrtsgesellschaft hatte Podeus das wirtschaftliche Sagen in der Stadt. Der erste Dampfer war die Wismar und bis 1905 wuchs die Flotte von Podeus auf zehn Schraubendampfer mit einer Gesamttonnage von 7387 BRT an. 1893 gründete Podeus mit seinem Sohn Paul eine Eisenbahnversuchsanstalt, aus der 1894 die Waggonfabrik Wismar hervorging und 1895 der erste Eisenbahnpersonenwaggon gefertigt wurde. Schnell entwickelte sich dieser Unternehmenszweig und durch eine hervorragende Qualitätsarbeit konnte der Absatz sprunghaft gesteigert werden.

Der am 27. August 1892 gegründete Wismarer Kanalbauvereine geht auf die Initiative von Podeus zurück, der die überwiegenden Vorzüge des nie vollendeten Kanals vom Schweriner See an die Ostsee erkannte. Er erweiterte die ehemalige Kanalbauplanung um eine Verbindung in die Elde und somit in die Elbe. Der Elbe-Ostsee-Kanal war für Podeus das Bindeglied zu Wismars jahrhundertelangen schlechten Anbindung an das Hinterland, das für jeden Hafen unerlässlich ist. Nach dem Tod von Henrich Podeus 1905, führten seine Söhne Heinrich und Paul die Unternehmen weiter. Während auf dem Gelände der alten Eisengießerei die Podeus’sche Maschinenfabrik entstand, in der seit 1902 landwirtschaftliche Nutzfahrzeuge, LKW und ab 1910 der erste Wismarer PKW gefertigt wurden, wurde das Gelände für die Waggonfabrik zwischen Platter Kamp und Bleicher Weg auf 170.000 Quadratmeter vergrößert, wovon 50.000 Quadratmeter überdacht waren. In Spitzenzeiten arbeiteten in den Podeus’schen Unternehmen bis zu 1600 Mitarbeiter. In der Waggonfabrik wurde 1909 der 5000ste Waggon ausgeliefert. Durch verstärkte Innovationen der eigenen Produktpalette gab es viele Großaufträge und man war in der Lage, sehr schnell die Produktion auf die jeweiligen Kundenwünsche umzustellen. So lieferte man für Stettin, Rostock und auch Schwerin Waggons für die Straßenbahnen und die neuen S-Bahnen in Hamburg und Berlin erhielten ihre Waggons ebenfalls aus Wismar. Exporte gingen nach Holland und Dänemark sowie bis nach China. Die Wismarer hatten sich einen Ruf in der Qualität erworben und das zahlte sich aus. 1911 wurde die bis dahin Eigentümer geführte Waggonfabrik in eine Aktiengesellschaft umgewandelt. Bis zum Ersten Weltkrieg lief die Produktion auf hohen Touren und während des Krieges baute man hier auch Fahrzeuge für das Heer. 1917 verließ der 10.000 Waggon das Werk. Die Unternehmungen gerieten im Zuge der Weltwirtschaftskrise in Schwierigkeiten und wurden liquidiert.
Besonders in der Gründerzeit entwickelte sich Wismars Wirtschaft. Die Zuckerfabrik wurde am 2. November 1889 als Aktiengesellschaft in Betrieb genommen und der Schlachthof im November 1888. 1884 wurde eine Papierfabrik am Rothentor und später in der Rostocker Straße von Gustav Marsmann gegründet. Die Papierfabrik hat ihren Betrieb 1996 eingestellt. Der Kaufmann Wilhelm Müller übernahm die Gebäude der Wismarer Papierfabrik in der Rostocker Straße und richtete hier 1902 eine Drahtfabrik ein.
Mit Wirkung ab 1. Juli 1897 wurde Wismar wieder in die Landschaft aufgenommen, gehörte aber als Seestadt wie schon Rostock keinem der drei Kreise an, in die sich die anderen Städte mit Landstandschaft, die so genannten Landstädte, gliederten, und war wie diese mit Sitz und Stimme auf den Landtagen bis 1918 vertreten. Die Wismarer Wasserversorgung wurde bis 1897 durch eine Leitung zu den Metelsdorfer Quellen sichergestellt. Durch höheren Verbrauch wegen der steigenden Einwohnerzahl und die wachsende Industrie konnte der Bedarf so nicht mehr gedeckt werden. Man reagierte mit dem Bau eines Wasserwerks mit Wasserturm, die am 3. November 1897 am Turnplatz (Podeusstraße) in Betrieb genommen wurden. Der Betrieb wurde bis 1929, als in Friedrichshof neue Quellen erschlossen wurden, aufrechterhalten.

## Von 1933 bis 1945

Zusammentreffen britischer und sowjetischer Truppen bei Wismar am 3. Mai 1945

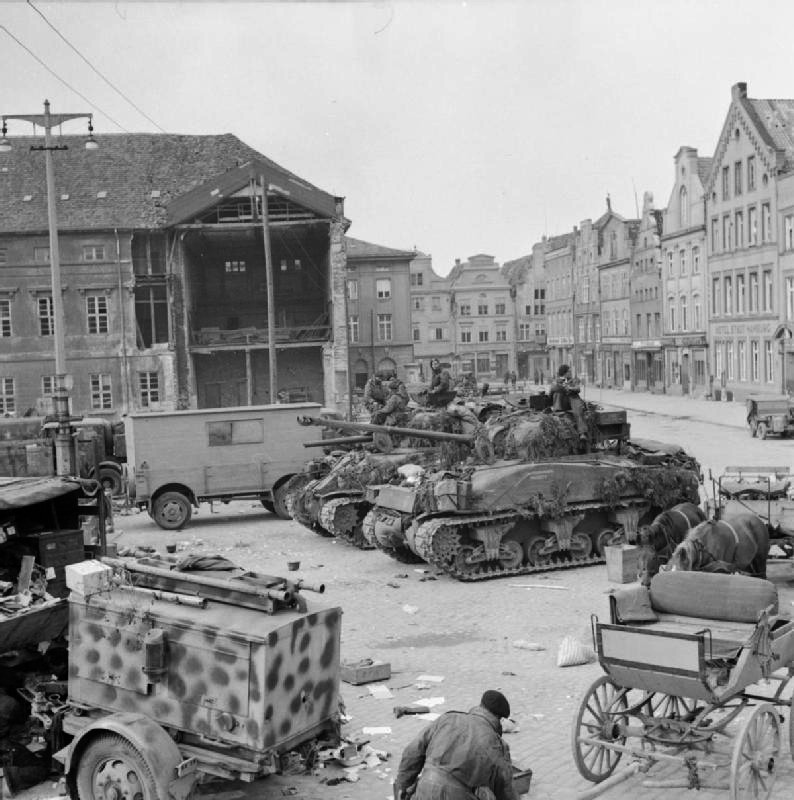
Britische Sherman-Panzer am 4. Mai 1945 auf dem Marktplatz. Im Hintergrund der durch Bomben schwer beschädigte Ostflügel des Rathauses

1933 wurde der Landkreis Wismar eingerichtet, während die Stadt Wismar selbst kreisfrei blieb.
Seit Beginn der Zeit des Nationalsozialismus wurden politische Gegner und andere von den Nationalsozialisten Verfemte, wie die in der Stadt lebenden Juden, verfolgt, in die Emigration getrieben und ermordet. Der in der Bevölkerung beliebte jüdische Arzt Leopold Liebenthal, nach dem seit 1961 eine Straße benannt ist, starb drei Wochen nach dem Novemberpogrom 1938. Während des Zweiten Weltkrieges mussten Kriegsgefangene sowie ungezählte Frauen und Männer aus den von Deutschland besetzten Ländern rüstungswichtige Zwangsarbeit verrichten: u. a. in der Triebwagen- und Waggonfabrik und den Dornier-Flugzeugwerken. 36 Opfer der Zwangsarbeit sind auf dem Friedhof an der Schweriner Straße begraben.
Am 1. Dezember 1933 wurde die Dornier-Werke Wismar GmbH aus Friedrichshafen am Bodensee in das Wismarer Handelsregister eingetragen. Sie übernahmen zunächst Teile der bis dahin unter Zwangsverwaltung stehenden Podeuswerke zwischen Adolf-Hitler-Straße (Dr.-Leber-Straße) und Kanalstraße. Vorangegangen war ein Findungsprozess der Dornierwerke aus Friedrichshafen, um einen geeigneten Ort für ihre Expansion zu finden. Schwerin und Lübeck kamen neben Wismar in die engere Wahl, doch man entschied sich für Wismar. Hier erhoffte man sich, gut ausgebildete Arbeitnehmer im Metallbau, sowie der Zugang über einen meeresoffenen Hafen zur See und die Ingenieurschule waren ausschlaggebende Argumente für die Hansestadt. Dornier verpflichtete sich, vorrangig Arbeitslose einzustellen. Der Hauptverwaltungssitz befand sich in der Adolf-Hitler-Straße 24 (heute Dr.-Leber-Straße), ebenso wie das Werk I auf dem ehemaligen Gelände der ehemaligen Podeus’schen Fabrik. Der größere Teil der Wismarer Dornier-Werke befand sich auf dem Hafffeld. Hier begann 1934 der Aufbau der Fertigungshallen. Schon 1934 war die Bauhalle fertig und wenige Monate später die Seehalle und die Flughalle. Der zum Werk zugehörige Hafen, heute der Tonnenhof des Wasser- und Schifffahrtsamtes, wurde ebenfalls 1934 fertiggestellt, sodass die Produktion bei Dornier hochfahren konnte. 1934 wurde das Werk II in der Kopenhagener Straße in Betrieb genommen. 1936 arbeiteten bei Dornier in Wismar 1.908 Menschen und schon ein Jahr später waren es 3.000 Menschen. 1944 erreichten die Dornier-Werke mit 4.437 Beschäftigten einen Höchststand, wobei man anfügen muss, dass ein Drittel davon Kriegsgefangene und Zwangsarbeiter waren. Die Wismarer Dornierwerke wurden nach dem Zweiten Weltkrieg enteignet. Heute ist auf dem Areal mit der Schottel GmbH, die Schiffsantriebe herstellt, nur noch ein Unternehmen ansässig.
Der Hamburger Architekt Konstanty Gutschow entwickelte 1936/37 den Bebauungsplan für die "Seestadt Wismar". 1939 entstand durch ihn der Bebauungsplan "Südost". In den 1940er Jahren wurde nach seinen Plänen die Friedhofskapelle auf dem historischen Friedhof erbaut.
Während des Krieges litt Wismar unter zwölf Bombenangriffen. Insgesamt wurden auf die Stadt 460 Tonnen Bomben von der britischen Royal Air Force und 400 Tonnen von der USAAF abgeworfen. Besonders verheerend war der als Erprobungseinsatz deklarierte Angriff von zehn britischen Mosquito-Jagdbombern in der Nacht vom 14. zum 15. April 1945, der mit Luftminen ausgeführt wurde. Viele historische Gebäude wurden zerstört – unter anderem wurden die Georgenkirche, die Marienkirche und das diese umgebende gotische Viertel mit der Alten Schule schwer beschädigt.

## Von 1945 bis heute

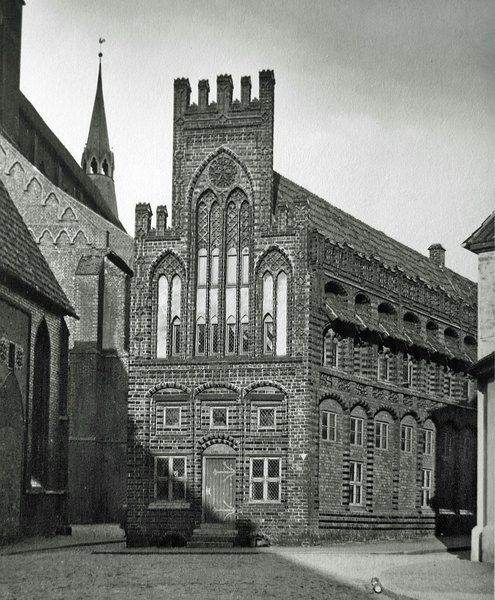
Die Alte Schule im Gotischen Viertel, ein herausragender Bau aus dem 14. Jahrhundert, 1945 zerstört

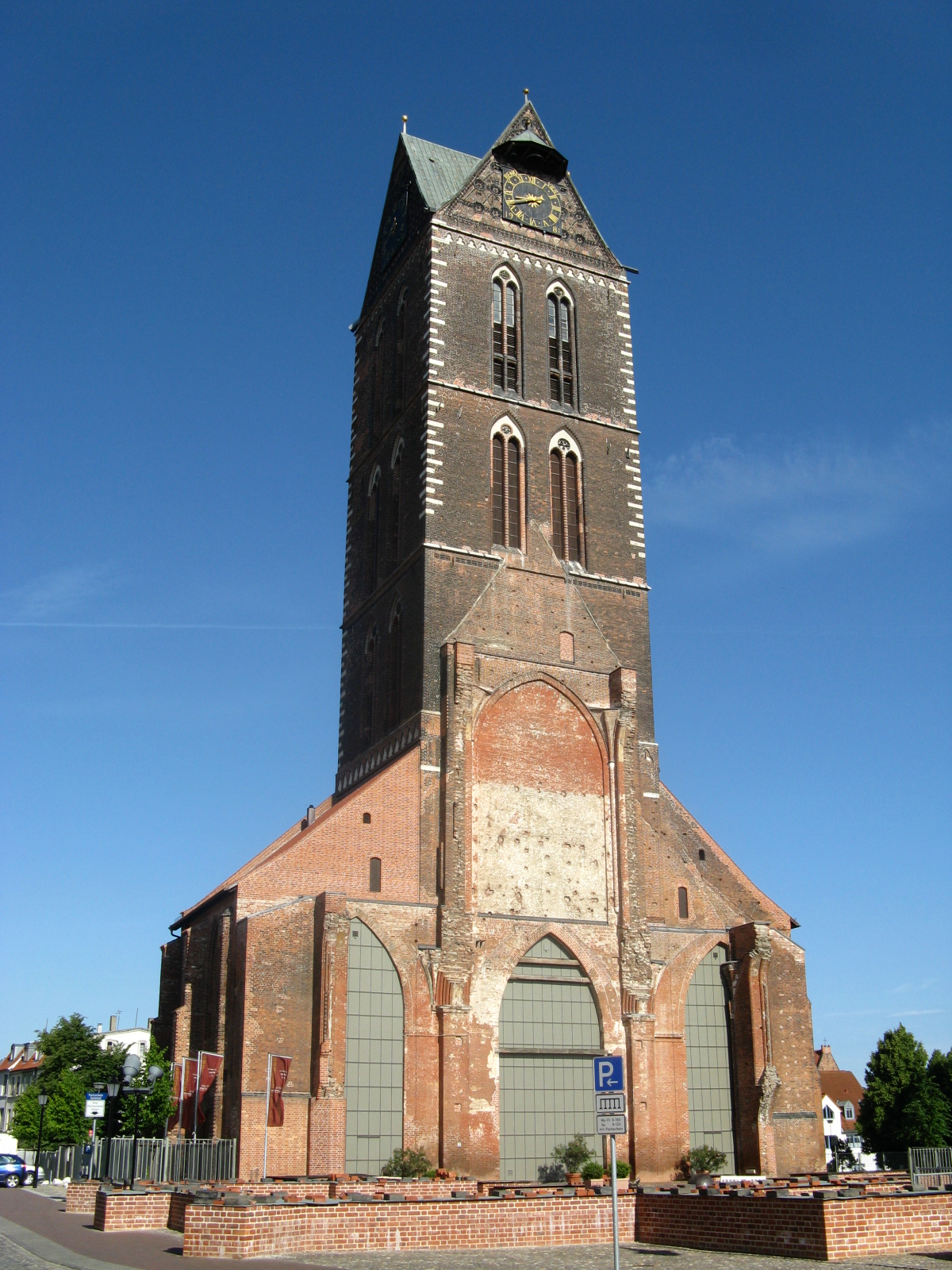
Turm der Marienkirche; nach Bombentreffern im Zweiten Weltkrieg ließ die SED-Regierung die Ruinen des Kirchenschiffes 1960 sprengen

Nach Besetzung durch britische und kanadische Truppen am 2. Mai 1945 zog am 1. Juli 1945 die Rote Armee ein und übernahm vereinbarungsgemäß die Stadt mit Westmecklenburg, so dass Wismar Teil der Sowjetischen Besatzungszone wurde.

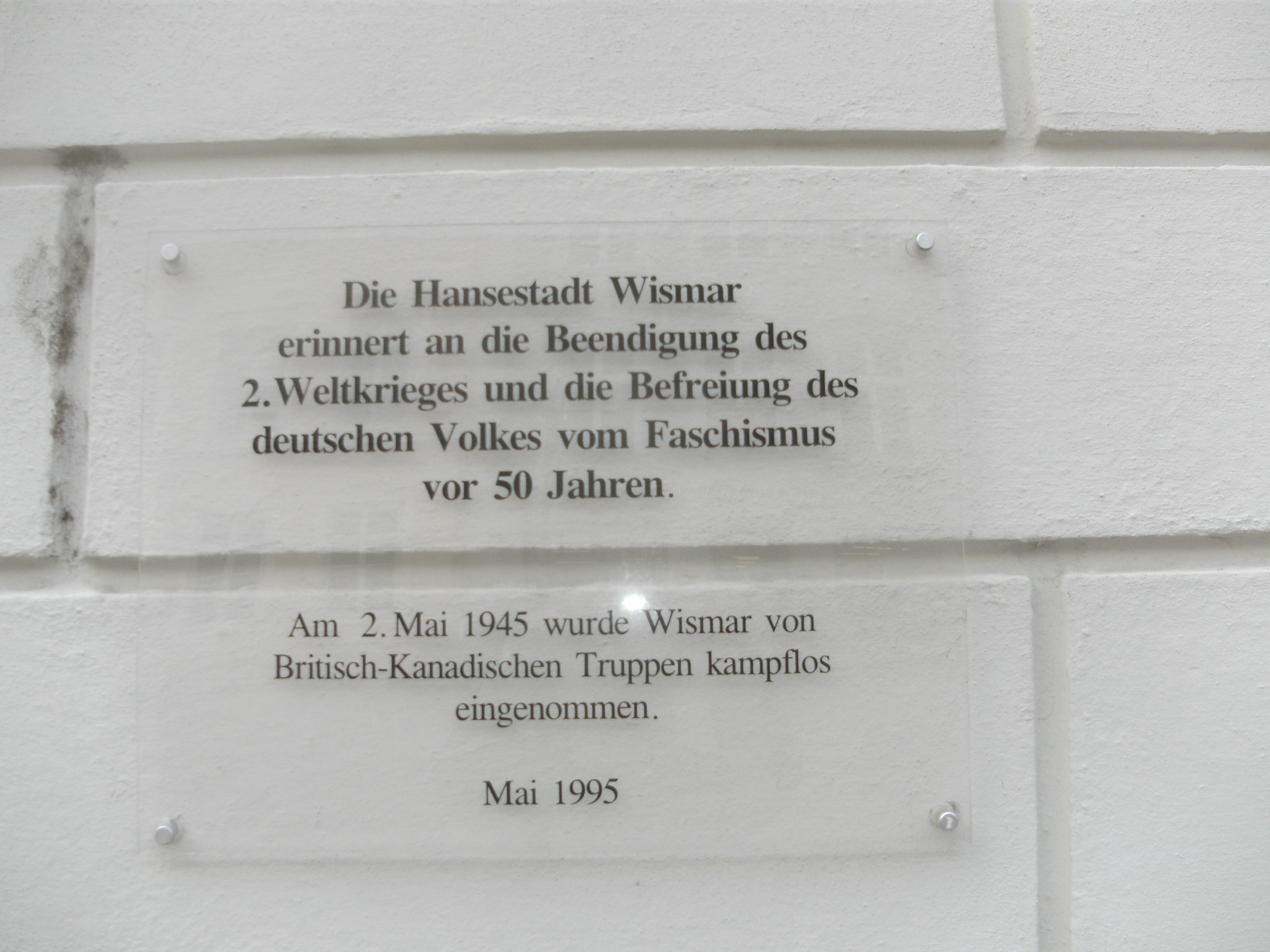
Gedenktafel am Rathauses vom Mai 1995; Inschrift: „Befreiung des deutschen Volkes vom Faschismus vor 50 Jahren“

Es sind – insbesondere zu Zeiten der DDR von 1949 bis 1990 – im Stadtgebiet viele Erinnerungsstätten entstanden, die die Erinnerung an erlittenes Unrecht und begangene Gräuel wachhalten sollen:
- Gedenkstein aus dem Jahre 1947 auf der Westseite des Friedhofs an der Schweriner Straße für 43 (nach anderen Angaben 36) Frauen, Kinder und Männer, die Opfer der Zwangsarbeit wurden
- Gedenkstein aus dem Jahre 1921 auf der Ostseite des Friedhofs für die erschossenen Arbeiter, die beim Kapp-Putsch 1920 die Republik verteidigten. Seit den 1960er Jahren ist die Gedenkanlage in einen Ehrenhain der Kämpfer für den Sozialismus einbezogen.
- Gedenktafel für die Opfer des Faschismus an gleicher Stelle an die Kommunisten Johann Frehse und Ernst Scheel, die beide im KZ Dachau ermordet wurden.
- Gedenkstein vor der Anker-Schule an der Kapitänspromenade für den antifaschistischen Widerstandskämpfer Johann Frehse, ermordet im KZ Dachau 1942, nach dem bis 1990 ein Platz und diese Schule benannt waren.
- Gedenkanlage an der ehemaligen Mathias-Thesen-Werft für den kommunistischen Reichstagsabgeordneten Mathias Thesen, der 1944 im KZ Sachsenhausen ermordet wurde. Das Denkmal wurde nach 1990 geschleift.
- Gedenkstein von 1954 in der Schweriner Straße für den Arbeiterpolitiker Ernst Thälmann, der 1944 im KZ Buchenwald ermordet wurde.
- Gedenktafel von 1994 an seinem Wohnhaus in der Altwismarstraße 21 zur Erinnerung an den jüdischen Arzt Leopold Liebenthal, der ein Opfer des Novemberpogroms von 1938 wurde.
- Gedenktafel vom Mai 1995 an einer seitlichen Außenwand des Rathauses, mit der sich der Stadtrat seinerzeit für die „Befreiung vom Faschismus vor 50 Jahren“ bedankte.

Ab 1952 gehörte Wismar nach der Auflösung der Länder in der DDR zum Bezirk Rostock.
1961 schlossen Stadt und evangelische Kirche einen Vertrag über die Geistlichen Hebungen ab. Danach trat die Kirche umfangreichen Grundbesitz in und außerhalb der Stadt ab, gegen das nicht eingehaltene Versprechen, die Kirchen Wismars wieder aufzubauen.
Wismar stieg aufgrund staatlicher Vorgaben zum zweiten Hafen der DDR nach Rostock auf. Der Hafen spezialisierte sich auf den Umschlag von Massengütern. Die starke Werftindustrie geht auf die Gründung eines Schiffsreparaturbetriebes der Roten Armee zurück. Wismars Hafen beherbergt heute eines der größten europäischen Holz-Cluster Europas und die Werft gehört mit der neuen Schiffbauhalle zu den modernsten ihrer Art.
Nach dem Ende der DDR wurde Wismars historischer Stadtkern ab 1991 im Rahmen der Städtebauförderung gründlich saniert. Seit 2002 ist Wismars Altstadt zusammen mit Stralsund UNESCO-Weltkulturerbe mit dem Namen Historische Altstädte Stralsund und Wismar. Wismar gründete zusammen mit Stralsund die Deutsche Stiftung Welterbe.
Planungen zufolge sollte Wismar mit der Kreisgebietsreform 2009 in einem künftigen Landkreis Westmecklenburg mit der Kreisstadt Schwerin aufgehen. Durch Beschluss des Landesverfassungsgerichts Mecklenburg-Vorpommern konnte das nicht realisiert werden.
Im Zuge der Kreisgebietsreform Mecklenburg-Vorpommern 2011 wurde Wismar Teil und Kreisverwaltungssitz des aus der bisher kreisfreien Stadt Wismar und dem Landkreis Nordwestmecklenburg neugebildeten Landkreises Nordwestmecklenburg.

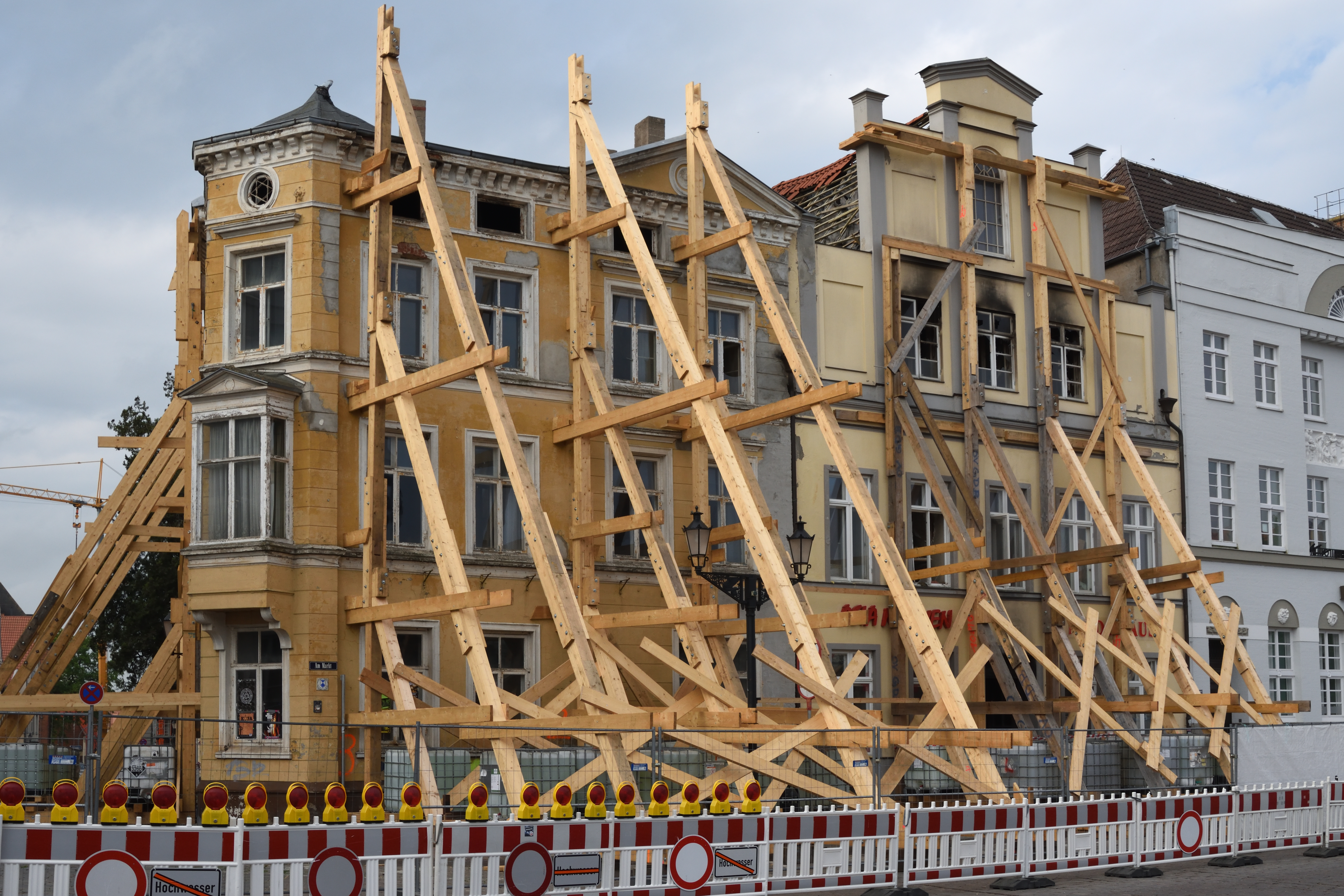
Ausgebrannte Häuser am Marktplatz, Mai 2018

Am Abend des 27. April 2018 brach am Marktplatz ein Hausbrand aus, der zwei historische Häuser an der Südseite des Marktplatzes fast vollständig zerstörte. Die Feuerwehr kämpfte mehrere Tage, um den Brand zu löschen und ein Übergreifen auf ein weiteres Haus zu verhindern. Wegen Einsturzgefahr wurden die Häuser anschließend durch massive Holzkonstruktionen abgestützt. Die anschließenden Ermittlungen ergaben, dass wahrscheinlich Brandstiftung die Ursache des Feuers war.